# Kiatprawut Saiwaeo
Kiatprawut Saiwaeo (taj. เกียรติประวุฒิ สายแวว, ur. 24 stycznia 1986 w Ubon Ratchathani) – piłkarz tajski grający na pozycji środkowego obrońcy.

## Kariera klubowa
Karierę piłkarską Saiwaeo rozpoczął w Chonburi FC z Bangkoku. W 2005 roku zadebiutował w jego barwach w tajskiej Premier League. W 2007 roku wywalczył z nim swoje pierwsze w karierze mistrzostwo Tajlandii.
W połowie 2007 roku Saiwaeo wyjechał do Anglii i podpisał kontrakt z klubem Manchester City. Nie otrzymał jednak pozwolenia na pracę i nie zdołał zadebiutować w barwach tego klubu w Premier League. W 2008 roku został wypożyczony do belgijskiego Club Brugge, ale i tam nie rozegrał żadnego ligowego spotkania.
W 2009 roku Saiwaeo wrócił do Tajlandii, do Chonburi FC. W tamtym roku zdobył z nim Kor Royal Cup. Następnie grał w Chiangrai United i ponownie w Chonburi FC, a w 2018 trafił do Police Tero.

## Kariera reprezentacyjna
W reprezentacji Tajlandii Saiwaeo zadebiutował w 2007 roku. W tym samym roku został powołany do kadry na Puchar Azji 2007. Tam rozegrał 2 spotkania: z Omanem (2:0) i z Australią (0:4).